# Dritter Weg
Der Ausdruck Dritter Weg wird in unterschiedlichen Bedeutungen verwendet. Im Allgemeinen wird er benutzt, um auf eine Alternative – einen vermeintlichen oder tatsächlichen neuen Weg – neben zwei bislang als erfolglos eingeschätzten Möglichkeiten hinzuweisen.

## Anwendung der Bezeichnung
Als Dritten Weg bezeichnet man:
- Bestimmte wirtschaftspolitische Konzepte:
  - Alternative Konzepte zu Kommunismus und Kapitalismus, zum Beispiel Freiwirtschaft[1], Soziale Dreigliederung, Konkurrenzsozialismus oder Personalismus
  - Ordoliberalismus[2] und Soziale Marktwirtschaft[3] werden von einigen Autoren und im Jahreswirtschaftsbericht der deutschen Bundesregierung von 1990[4] als „Dritter Weg zwischen Kapitalismus und Sozialismus“ bezeichnet. Autoren wie Alfred Schüller grenzen sie ausdrücklich von so genannten „Dritten Wegen“ ab.[5]
  - Die Wirtschaftsreform der DDR Neues Ökonomisches System der Planung und Leitung 1962–1967
  - Die Wirtschaftsreformen des Prager Frühlings 1968
  - Die Suche des britischen Soziologen Anthony Giddens nach einem Mittelweg zwischen Laissez-faire-Liberalismus und Sozialismus. In seinem 1998 veröffentlichten Buch Der dritte Weg stellt Giddens seine Theorie dar.
  - Tony Blair, britischer Premierminister von Mai 1997 bis Juni 2007, betrieb eine Politik des freien Marktes und die Abgrenzung vom Kollektivismus unter den Schlagworten New Labour, „moderne Sozialdemokratie“ und „Dritter Weg“.
  - Das Schröder-Blair-Papier, von Gerhard Schröder und Tony Blair 1999 vorgelegt, verstand sich als ein „Dritter Weg“ zwischen Wirtschaftsliberalismus und Sozialdemokratie.[6]
- Versuche der Vermittlung zwischen Kommunismus und Reformismus, zum Beispiel Kommunitarismus oder Austromarxismus und andere linkssozialistische Strömungen (siehe auch: Zentrismus)[7]
- Eine weitgehend vom öffentlichen Diskurs abgeschottete Idee rechtskatholischer politischer Kreise in den Nachkriegsjahren bis ca. Ende der 1970er Jahre, welche der damals bipolar geteilten Welt von westlichem Liberalismus versus Sowjet-Kommunismus einen dritten Weg „zur Rettung der christlich-abendländischen Kultur“ entgegensetzen wollte. Dies sollte in Form eines neuen Heiligen Römischen Reiches und/oder in Form eines „Südatlantischen Militärbündnisses“ geschehen, dem nebst eindeutig christlich orientierten europäischen Staaten auch südamerikanische und (weiß-)afrikanische Diktaturen angehören sollten. Auch Konrad Adenauer und Franz Josef Strauß gehörten zu den zumindest zeitweilig aktiven Unterstützern dieses Wegs.[8]
- Die Art und Weise der Regelung der Arbeitsverhältnisse in der katholischen und evangelischen Kirche in Deutschland:
  - „Erster Weg“ ist die einseitige durch den Arbeitgeber erfolgte Festlegung der Arbeitsvertragsgestaltung.
  - „Zweiter Weg“ ist der Abschluss von Tarifverträgen zwischen Arbeitgeber und Mitarbeitern.
  - Als „Dritter Weg“ gilt die einvernehmliche Gestaltung der Arbeitsvertragsrichtlinien und der Vergütung in paritätisch besetzten Kommissionen. Der Dritte Weg ergibt sich aus dem verfassungsrechtlich garantierten Selbstbestimmungsrecht der Kirchen (Artikel 140 Grundgesetz in Verbindung mit Artikel 137, Absatz 3, der Weimarer Reichsverfassung).[9] Tatsächlich steht diese Verfassungsnorm unter dem Vorbehalt des „für alle geltenden Gesetzes“. Da das Tarifvertragsgesetz (TVG) die Kirchen nicht ausnimmt, gilt dieses Gesetz auch für die Kirchen. (Allgemein verbindliche) kollektivrechtliche Verträge können daher nur nach den Bestimmungen des TVG geschaffen werden. Die Regelungen der kirchlichen Kommissionen haben nach ständiger Rechtsprechung des BAG lediglich die Rechtsqualität von „Allgemeinen Geschäftsbedingungen“.
- Im Vereinigten Königreich, Frankreich, Österreich, Ungarn und Italien werden unter 3. Position auch radikale nationalrevolutionäre Querfrontideologien verstanden (siehe auch: Drittes Lager). Ebenfalls gibt es auch in Deutschland eine rechtsextreme, neonazistische Kleinpartei Der III. Weg.

Verfechter von dritten Wegen stellen tendenziell ihre Idee unter einem positiven Licht dar, verorten sich als politische Mitte und setzen die Positionen der anderen bzw. das Vergangene in ein ideologisches Zwielicht, um für die eigene Sichtweise Platz zu schaffen.

## Kritik
Der libertäre Intellektuelle Ludwig von Mises kritisierte die Bemühungen, einen Dritten Weg zwischen Kapitalismus und Sozialismus zu finden. Er hielt Versuche dieser Art, einen Staat zu begrenzen, für theoretisch aussichtslos, da jeder Eingriff in das Marktsystem eine Verzerrung von Angebot und Nachfrage nach sich zieht, die ihrerseits durch neue Eingriffe korrigiert werden müsse, bis ein Staat mit voll ausgebildetem Interventionismus entsteht. Von Mises urteilt 1929 in seiner Kritik des Interventionismus: „Es gibt keine andere Wahl als die: entweder von Eingriffen in das Spiel des Marktes abzusehen, oder aber die gesamte Leitung der Produktion und der Verteilung an die Obrigkeit zu übertragen. Entweder Kapitalismus oder Sozialismus ein Mittelding gibt es nicht.“